# Straffeslag
Straffeslag er en form for straf i blandt andet ishockey, der gives til et hold, der mister en åben scoringsmulighed på en breakaway, fordi en strafbar handling blev begået af en modstander. En spiller fra det hold, der mistede scoringsmuligheden, får mulighed for at score et mål uden at andre end målmanden fra modstanderholdet må forsøge at forhindre det.

## Straffeslagskonkurrence
Straffeslagskonkurrence er et spil, hvor man konkurrerer i straffeslag. Her får hvert hold et givent antal forsøg, oftest tre eller fem, og det hold der har scoret flest mål på deres forsøg, vinder. Står det uafgjort efter de tre eller fem forsøg, fortsættes med et skud til hvert hold, indtil en afgørelse har fundet sted. Dette bruges i mange konkurrencer som det afgørende i kampene, blandt andet ved Verdensmesterskaberne i ishockey.